# جيم كاري (لاعب كرة قاعدة)
جيم كاري (بالإنجليزية: Jim Curry)‏ هو لاعب كرة قاعدة أمريكي، ولد في 10 مارس 1886 في كامدن في الولايات المتحدة، وتوفي في 2 أغسطس 1938 في Grenloch, New Jersey ‏ في الولايات المتحدة.